# Filarmonica din Praga

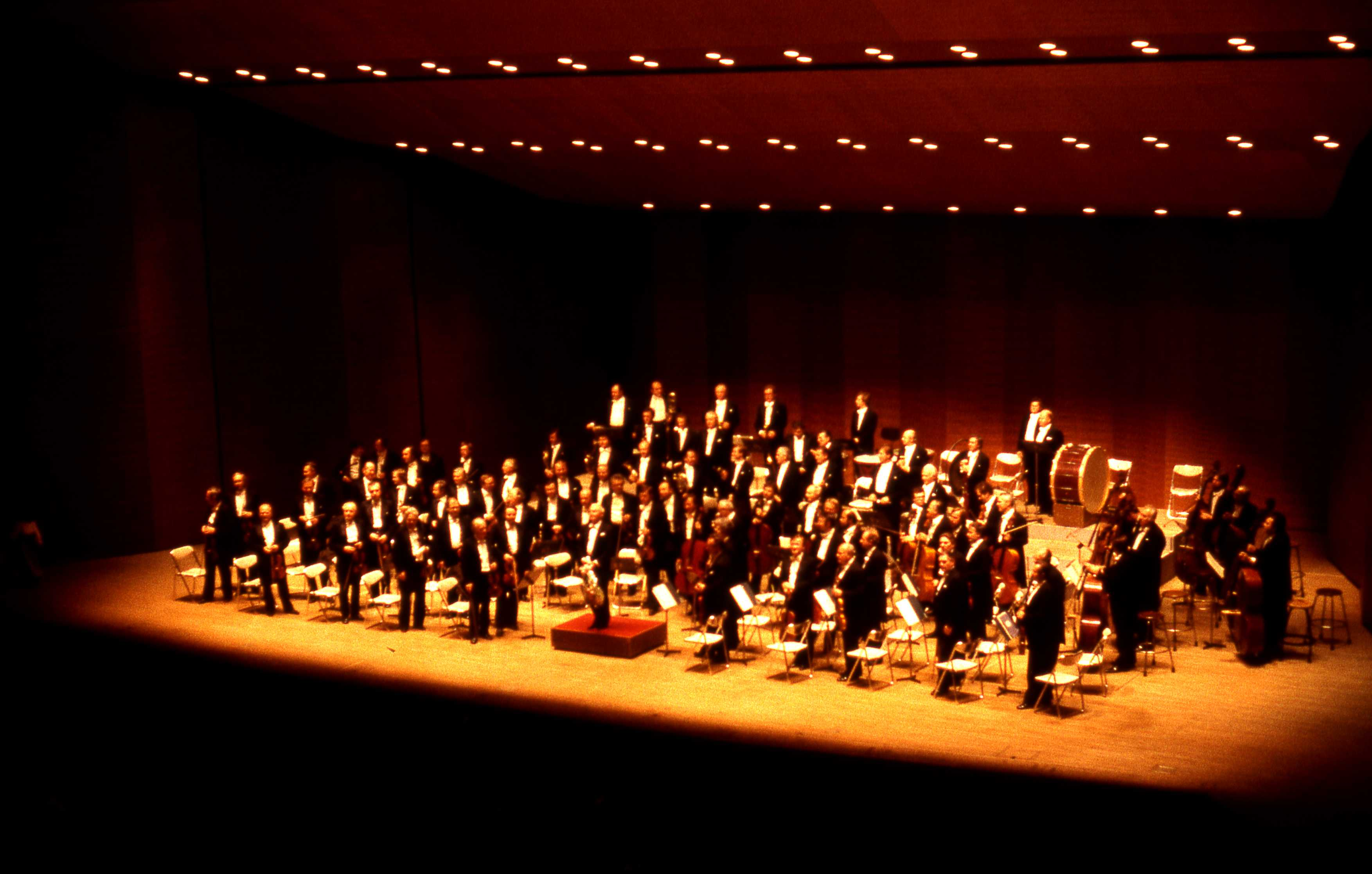
Václav Neumann, Filarmonica Cehă, 1982, Kobe, Japonia

Česká filharmonie (Filarmonica Cehă) este o orchestră simfonică cehă de renume internațional, cu sediul în Praga. Sala de concerte principală a orchestrei se află la Rudolfinum.

## Istoric
Numele "Orchestra Filarmonică Cehă" a apărut pentru prima dată în 1894, ca nume al orchestrei Teatrului Național din Praga. Ea a realizat primul concert sub numele actual în 4 ianuarie 1896, când Antonín Dvořák și-a dirijat propriile sale compoziții, dar aceasta nu a devenit complet independentă de operă până în 1901. Primul concert reprezentativ a avut loc pe 15 octombrie 1901 și a fost dirijat de Ludvík Čelanský, primul director artistic al orchestrei. În 1908, Gustav Mahler a condus orchestra cu prilejul premierei mondiale a Simfoniei nr. 7. Orchestra a devenit cunoscută pe plan internațional pentru prima dată în perioada în care dirijor șef a fost Václav Talich, care a deținut acest post din 1919 până în 1931 și din nou între anii 1933 și 1941. În 1941, Talich și orchestra au efectuat un turneu controversat în Germania, unde au oferit o reprezentație cu Țara mea de Bedřich Smetana într-un concert comandat de funcționarii germani.
Dirijorii șefi ai orchestrei au fost ulterior Rafael Kubelík (1942-1948), Karel Ančerl (1950-1968), Václav Neumann (1968-1989), Jiří Bělohlávek (1990-1992), Gerd Albrecht (1993-1996), Vladimir Ashkenazy (1996-2003), Zdeněk Mácal (2003-2007) și Eliahu Inbal (2009-2012). În urma Revoluției de Catifea, orchestra  s-a reorganizat în 1991 și a votat, într-o alegere controversată, demiterea lui Bělohlávek și numirea lui Gerd Albrecht în funcția de dirijor șef. În loc să rămână în funcție până la instalarea lui Albrecht, Bělohlávek a demisionat din orchestră în 1992. În decembrie 2010, orchestra a anunțat numirea lui Bělohlávek ca dirijor șef, începând din 2012, cu un contract inițial de 4 ani.
Orchestra poate fi văzută înregistrând Concertul pentru violoncel al lui Dvořák cu Julian Lloyd Webber și dirijorul șef Václav Neumann în filmul Dvořák - In Love?
Printre dirijorii importanți invitați să dirijeze orchestra a fost Sir Charles Mackerras. Manfred Honeck este principalul dirijor invitat al orchestrei în prezent.
Primul fonograf al Filarmonicii Cehe realizează înregistrări din 1929, când Václav Talich a înregistrat Țara mea pentru Vocea Stăpânului Său.

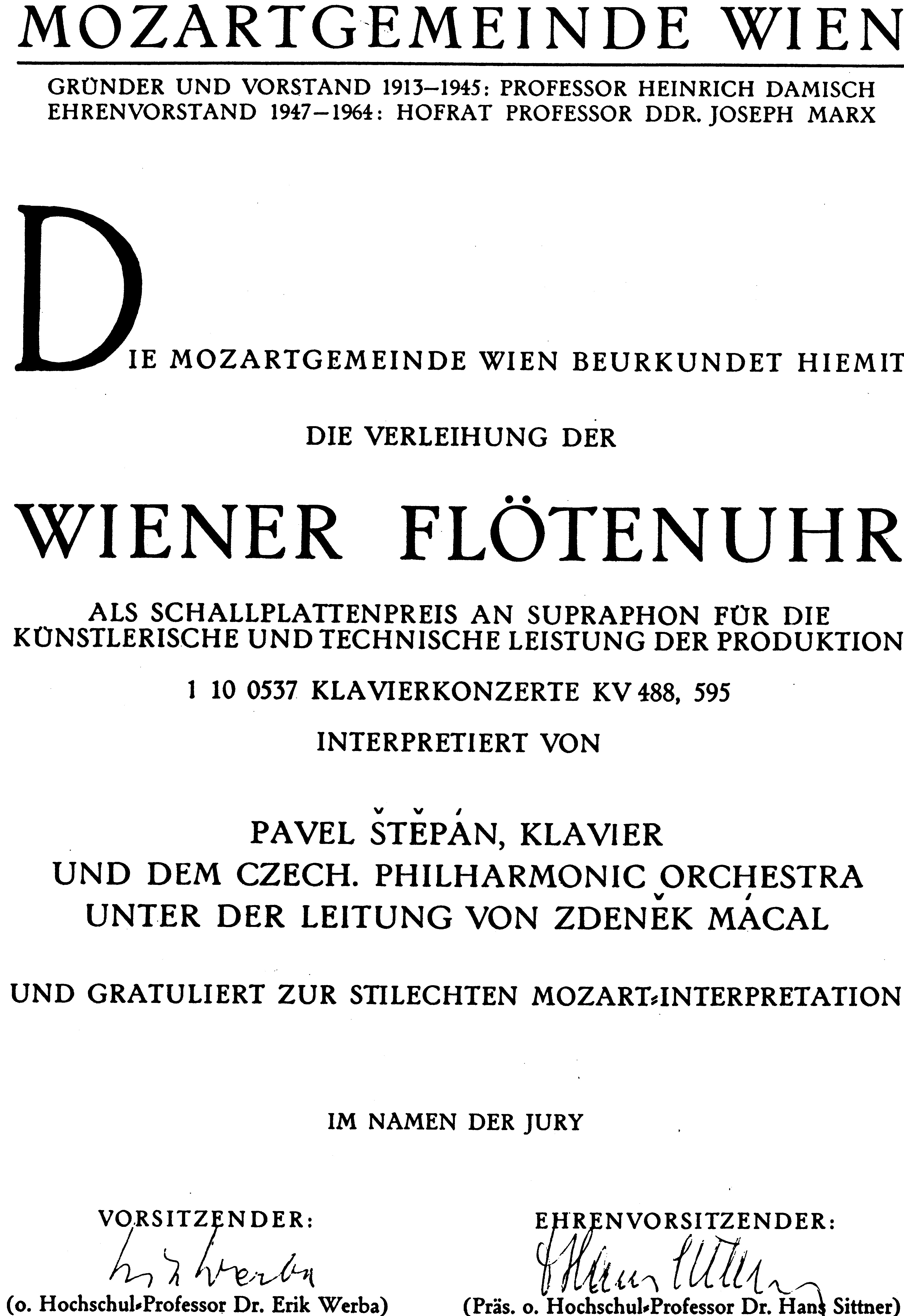
Wiener Flötenuhr 1971

## Onoruri și premii
Filarmonica Cehă a câștigat numeroase premii, zece Grand Prix du Disque decernate de l 'académie Charles Cros, cinci Grand Prix du disque decernate de Académie française și mai multe premii clasice la Cannes. Filarmonica Cehă a fost nominalizat pentru Premiile Grammy în 2005 și a câștigat, de asemenea, două premii Wiener Flötenuhr, cu Pavel Štěpán, Zdeněk Mácal și Václav Neumann (1971 și 1982) (Supraphonline). Ea a fost votată pe locul 20 în topul celor mai bune 20 de orchestre din lume într-un sondaj realizat in 2008 de revista Gramophone.

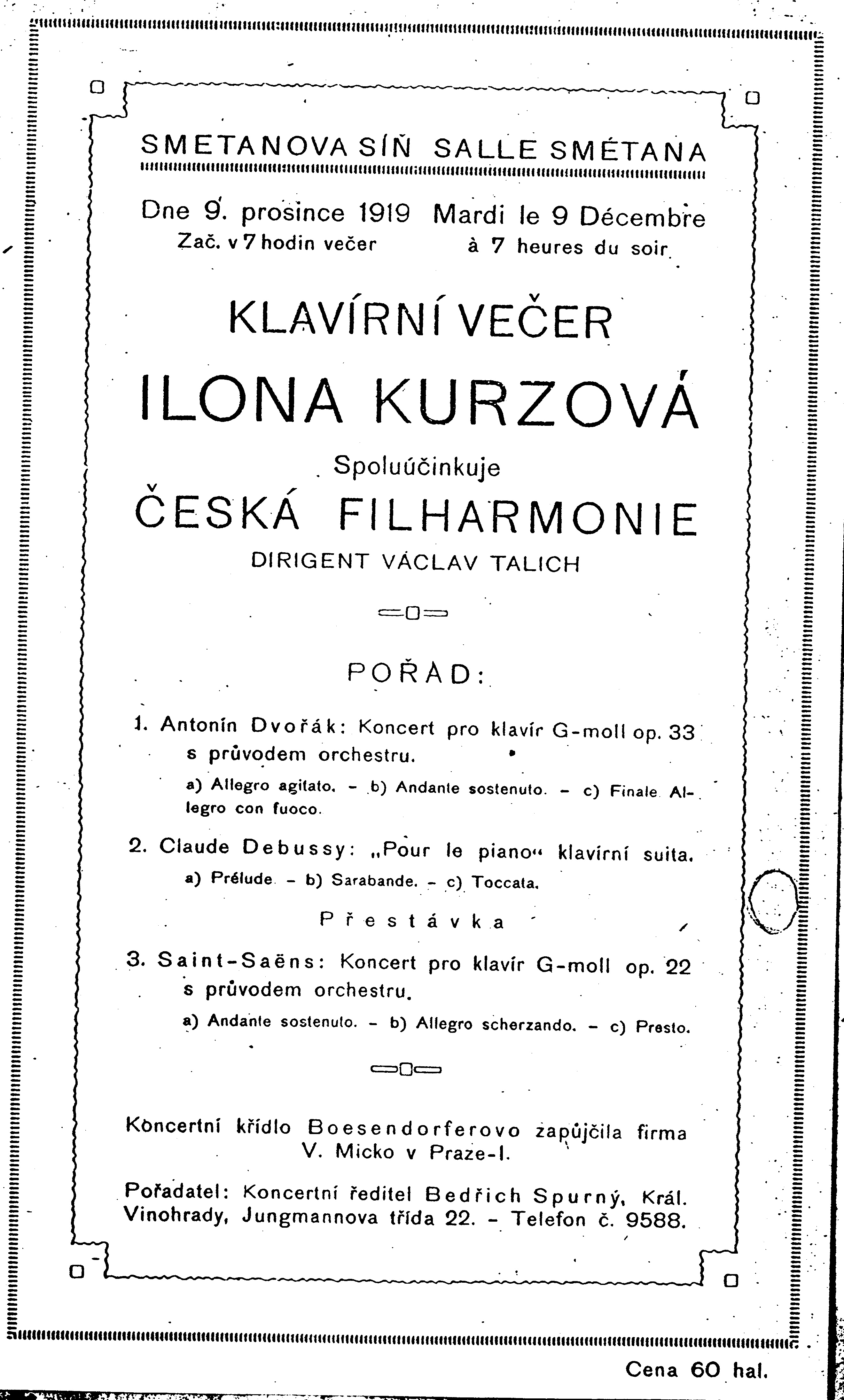
Program, cu Concertul pentru pian în G minor op.33 al lui Antonín Dvořák, dirijat la Filarmonica Cehă de Václav Talich

## Dirijori șefi
| - 1901-1903 Ludvík Čelanský - 1903-1918 Vilém Zemánek - 1919-1931 Václav Talich - 1933-1941 Václav Talich - 1942-1948 Rafael Kubelík | - 1950 Karel Šejna - 1950-1968 Karel Ančerl - 1968-1989 Václav Neumann - 1990-1992 Jiří Bělohlávek - 1993-1996 Gerd Albrecht | - 1996-2003 Vladimir Ashkenazy - 2003-2007 Zdeněk Mácal - 2009-2012 Eliahu Inbal - 2012–prezent Jiří Bělohlávek |